# Serguéi Sazónov

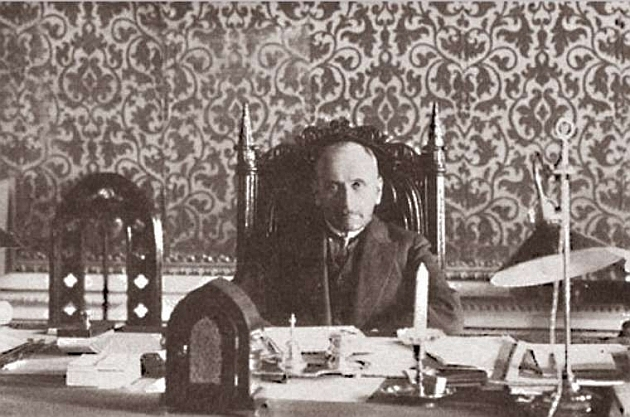
Serguéi Sazónov.

Serguéi Dmítrievich Sazónov (en ruso Серге́й Дми́триевич Сазо́нов; 10 de agosto de 1860 - 25 de diciembre de 1927) fue un estadista ruso que ocupó el cargo de Ministro de Relaciones Exteriores desde septiembre de 1910 a junio de 1916. Su grado de participación en los sucesos que llevaron al estallido de la Primera Guerra Mundial es materia de un encendido debate. Algunos historiadores le reprochan directamente por la prematura y provocativa movilización, mientras que otros sostienen que su principal preocupación fue «reducir la temperatura» de las relaciones internacionales, especialmente en los Balcanes.

## Biografía

### Comienzos de su carrera
Proveniente de un ambiente familiar menos noble, Sazónov fue cuñado del primer ministro Piotr Stolypin, el cual hizo todo lo que estuvo a su alcance para promover la carrera de Sazónov. Tras graduarse del Liceo Aleksándrovski, Sazónov ocupó un cargo en la embajada rusa en Londres y en la misión diplomática ante la Santa Sede, de la cual llegó a ser jefe en marzo de 1906. El 26 de junio de 1909, Sazónov fue llamado a San Petersburgo y designado Subsecretario de Relaciones Exteriores. Pronto reemplazó a Aleksandr Izvolski como Ministro de Relaciones Exteriores gracias al patrocinio ejercido por Stolypin.